# La Gamba (escultura)
La Gamba o Gambrinus es una escultura de grandes proporciones diseñada por el español Javier Mariscal. 
Pese a su nombre, la escultura no representa una gamba o camarón, sino más bien una langosta, en este caso, una cigala. La obra, inaugurada en 1989, empezó como un elemento de reclamo para uno de los varios restaurantes del Moll de la Fusta de Barcelona diseñado por el arquitecto Alfred Arribas, amigo de Mariscal. Cuando terminaron los eventos de los Juegos Olímpicos de 1992, varios bares y restaurantes de la zona tuvieron que cerrar, incluyendo el restaurante que tenía la obra de Mariscal. Tras el cierre del local y varios litigios posteriores, la obra se quedó en el mismo lugar, como pertenencia del Ayuntamiento de Barcelona, y se convirtió en un símbolo popular de la remodelación que sufrió la zona costera barcelonesa poco antes de los Juegos Olímpicos. En diciembre de 2004 fue restaurada.